# بارباداس
بلدية بارباداس (بالإسبانية: Barbadás) هي بلدية تقع في مقاطعة أورينسي التابعة لمنطقة غاليسيا شمال غرب إسبانيا.

## الديموغرافيا
بلغ عدد سكان بلدية بارباداس 9.731 نسمة عام 2011 (وفقاً للمعهد الوطني للإحصاء الإسباني).
| 5.239 | 5.929 | 6.908 | 7.939 | 8.685 | 9.177 | 9.731 |